# Hải quân nhân dân Việt Nam
La Marina militare popolare del Vietnam, in lingua vietnamita Hải quân nhân dân Việt Nam, è la componente navale delle forze armate del Vietnam (Quân Đội Nhân Dân Việt Nam).
Creata ufficialmente nel 1955 come branca navale dell'esercito della Repubblica Democratica del Vietnam da poco indipendente, la Marina vietnamita giocò un ruolo minimo nella successiva guerra del Vietnam anche se sue unità furono coinvolte nell'evento utilizzato dagli Stati Uniti d'America come casus belli per il loro intervento nel conflitto, il cosiddetto "incidente del Golfo del Tonchino"; rinforzata con l'acquisizione di unità della disciolta Marina militare del Vietnam del Sud (Hải quân Việt Nam Cộng hòa), la Marina vietnamita giocò un ruolo attivo nella guerra cambogiana-vietnamita appoggiano varie operazioni anfibie lungo la costa cambogiana, oltre a essere in prima fila nella disputa tra Vietnam e Cina circa il possesso del conteso arcipelago delle Isole Spratly.
La Marina vietnamita è fondamentalmente una flotta costiera, incaricata della difesa delle acque territoriali e delle zone costiere nazionali nonché di svolgere compiti di polizia marittima in collaborazione con la guardia costiera del Vietnam (Cảnh sát biển Việt Nam). La Marina dipende gerarchicamente dal Ministero della Difesa della Repubblica Socialista del Vietnam.

## Storia

### I primi anni

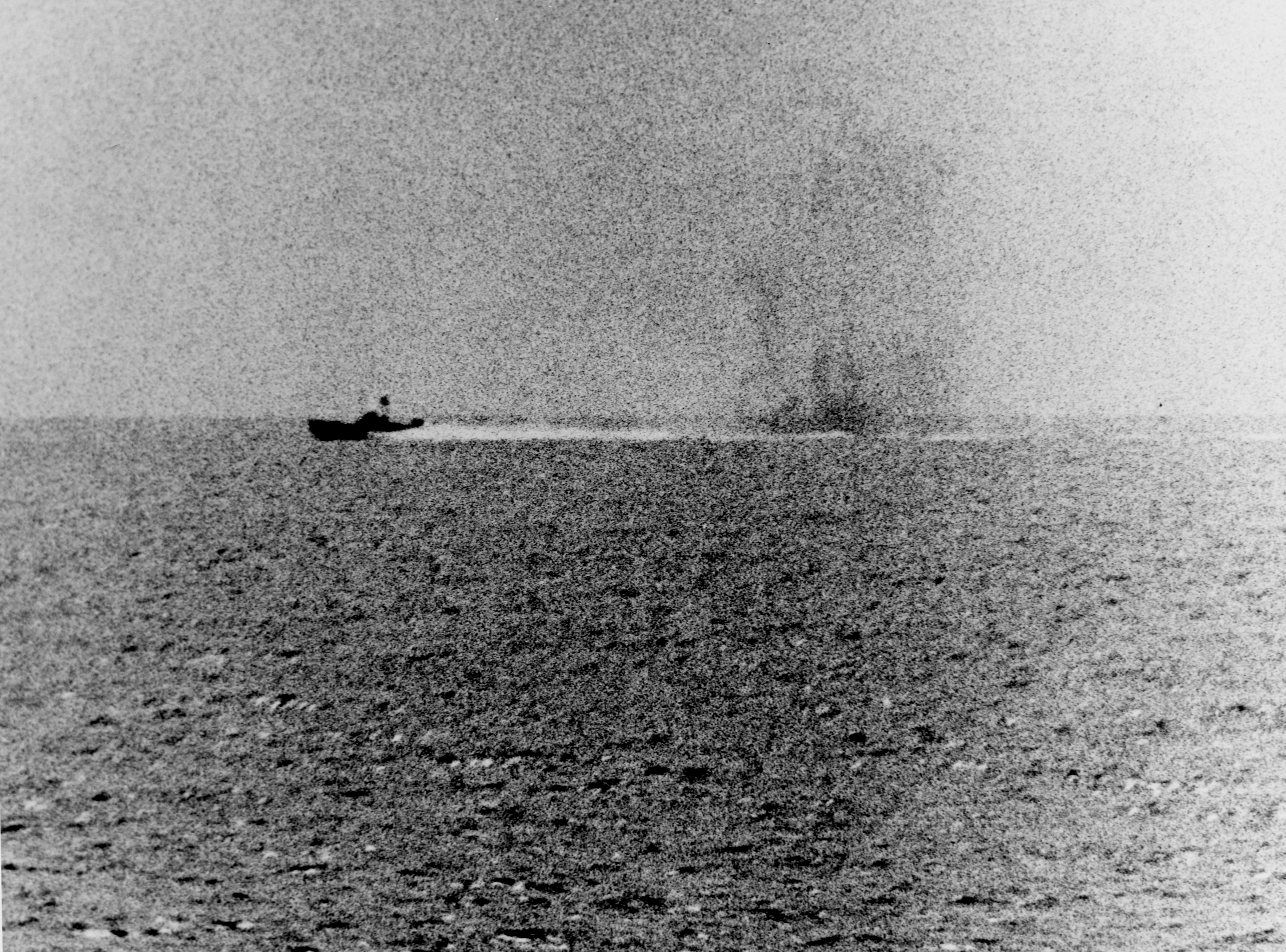
Una P-4 vietnamita sotto il fuoco del Maddox durante l'incidente del golfo del Tonchino

La fondazione della moderna Marina militare vietnamita si ebbe il 19 luglio 1946 quando il presidente della Repubblica Democratica del Vietnam Huỳnh Thúc Kháng firmò una legge per la sua istituzione; un primo "Dipartimento ricerche navali" fu creato nel marzo 1949 per la formazione del primo personale specializzato, ma gli eventi della guerra d'Indocina contro la potenza coloniale della Francia impedirono di fatto la costituzione della forza navale vietnamita. Solo dopo la conclusione delle ostilità con i francesi e il raggiungimento di una piena indipendenza il Vietnam poté procedere all'istituzione della sua Marina militare: visto che gli accordi di Ginevra conclusivi del conflitto vietavano al Vietnam di istituire vere e proprie forze navali e aeree, il 7 maggio 1955 la Marina venne creata come "Ufficio di difesa costiera", poi "Corpo di difesa costiera" dal 19 ottobre 1959, e formalmente considerata una branca delle forze terrestri vietnamite; sempre per tale ragione, le forze navali non avevano un proprio ministero ma solo un "Direttorato della Marina".
La forza navale vietnamita crebbe rapidamente dai circa 600 effettivi del 1955 ai 2.500 del 1964, ricevendo in dotazione una serie di unità leggere e costiere donate da Cina e Unione Sovietica. Il 2 agosto 1964 le forze navali furono coinvolte nel cosiddetto "incidente del Golfo del Tonchino", quando tre motosiluranti classe P4 vietnamite attaccarono il cacciatorpediniere statunitense USS Maddox impegnato in una missione di spionaggio nel golfo del Tonchino; l'episodio fu poi utilizzato dagli Stati Uniti come pretesto per l'avvio di bombardamenti aerei sul Vietnam del Nord e per l'invio di proprie truppe a sostegno del governo di Saigon.
Nel corso della seguente guerra del Vietnam la Marina giocò un ruolo minimo, limitandosi a pattugliare le proprie zone costiere e ad organizzare un servizio di contrabbando di armi via mare a favore dei guerriglieri vietcong del sud tramite finti pescherecci e imbarcazioni civili, cui le forze statunitensi risposero imponendo il blocco navale della costa vietnamita (operazione Market Time); l'unico scontro navale tra statunitensi e nordvietnamiti si ebbe il 19 aprile 1972 nel corso della cosiddetta battaglia di Đồng Hới: due motomissilistiche vietnamite tentarono un attacco a una formazione navale statunitense con un missile antinave sovietico P-15 intercettato però dai RIM-2 Terrier lanciati dall'incrociatore USS Sterett, mentre contemporaneamente due MiG-17 dell'aviazione vietnamita riuscivano a sganciare una bomba sull'incrociatore USS Oklahoma City e una sul cacciatorpediniere USS Higbee. Nel 1969 la forza navale vietnamita creò la sua unità di fanteria di marina, il Gruppo Pionieri Navali 126, forte di 500 uomini che nell'aprile 1975, davanti al crollo finale del Vietnam del Sud, furono impegnati in una breve campagna per l'occupazione tramite una serie di sbarchi anfibi degli atolli delle contese Isole Spratly all'epoca controllati dalle forze sudvietnamite.

### La Cambogia e le Isole Spratly

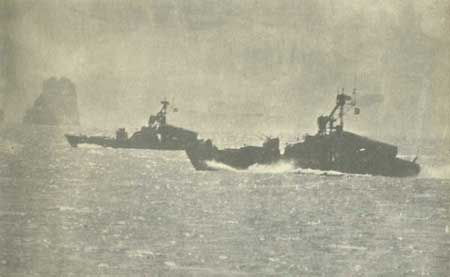
Due motomissilistiche vietnamite classe Komar

La caduta del Vietnam del Sud nel 1975 consentì alla Marina vietnamita di entrare in possesso di una notevole quantità di unità navali sudvietnamite, spesso navi della United States Navy precedentemente cedute al governo di Saigon: oltre a svariate centinaia di navi ausiliarie, mezzi da sbarco e unità leggere, passarono alla Marina di Hanoi le fregate Trần Khánh Dư (ex cacciatorpediniere scorta USS Forster) e Pham Ngu Lao (ex nave appoggio idrovolanti USS Absecon); nel 1978, dopo la firma di un trattato di amicizia e cooperazione con l'Unione Sovietica, il Vietnam iniziò a ricevere anche varie moderne unità di costruzione sovietica come le corvette (fregate per i vietnamiti) classe Petya, le motomissilistiche classe Osa e le motosiluranti classe Turya in cambio della messa a disposizione dei sovietici delle infrastrutture dell'ampia base navale realizzata dagli statunitensi nella baia di Cam Ranh. Il Gruppo Pionieri Navali 126 fu espanso nell'organico e divenne la 126ª Brigata fanteria di marina, affiancata poi da una seconda unita (la 950ª Brigata) e dotata di una componente corazzata con carri leggeri anfibi PT-76 e trasporti truppa BTR-60.

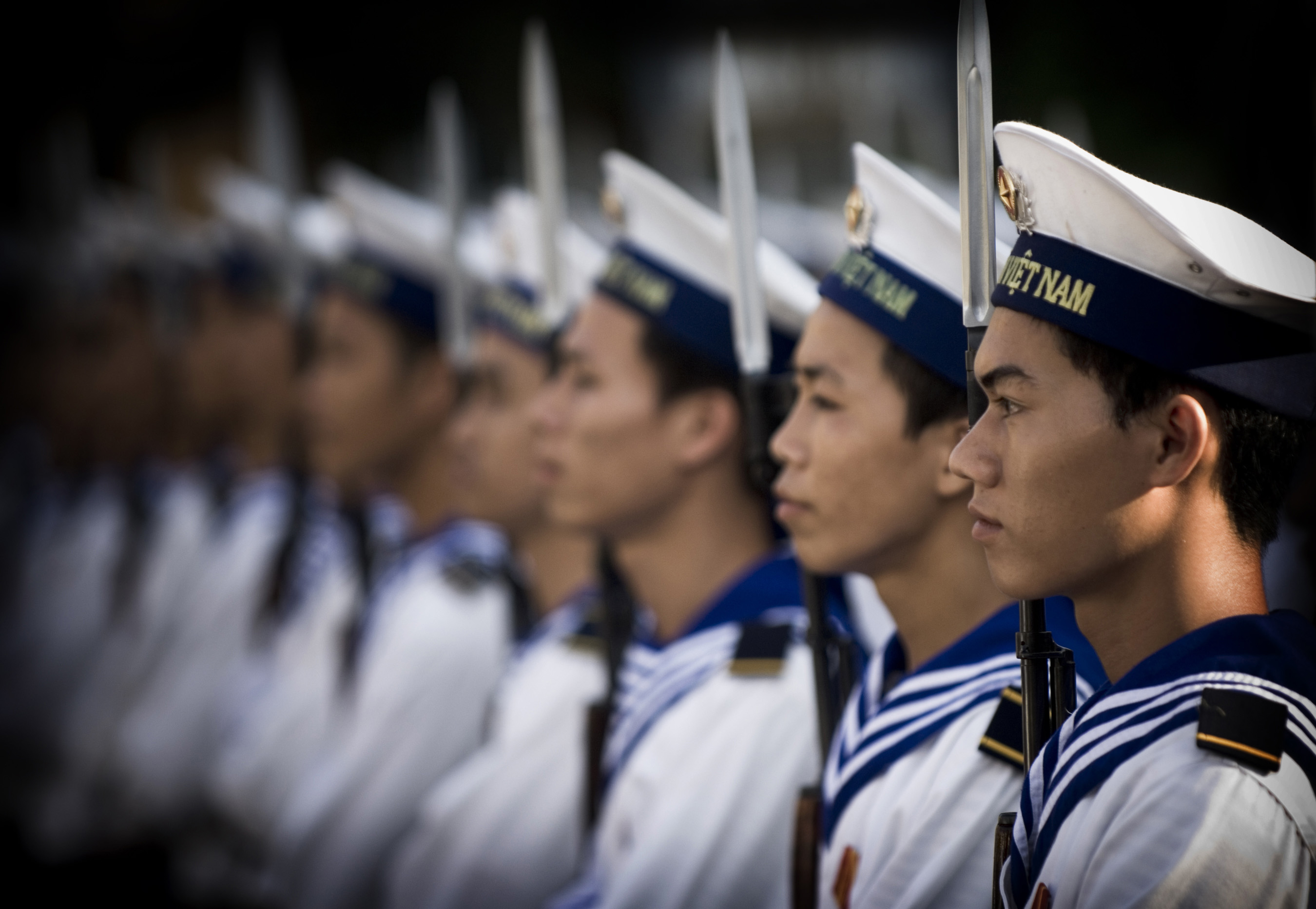
Una guardia d'onore di marinai vietnamiti

La forza navale vietnamita fu impegnata fin da subito nel conflitto di frontiera tra il Vietnam e la nuova Kampuchea Democratica di Pol Pot: nel maggio del 1975 forze vietnamite riconquistarono con un'invasione anfibia le isole di Phú Quốc e Thổ Chu occupate dai Khmer rossi, procedendo poi a occupare l'isola cambogiana di Koh Wai; nel corso dell'invasione della Cambogia da parte delle forze vietnamite nel dicembre 1978-gennaio 1979, la fanteria di marina condusse una decina di operazioni anfibie a livello di battaglione lungo la costa cambogiana, contribuendo alla cattura degli importanti porti di Kampot, Ream e Koh Kong. La Marina fu poi responsabile del pattugliamento della costa cambogiana per tutta la durata dell'occupazione vietnamita (protratta fino al settembre 1989), oltre a fornire addestramento e assistenza alla forza navale della Repubblica Popolare di Kampuchea (il governo fantoccio istituito dal Vietnam in Cambogia).
Nel corso degli anni 1980 la Marina vietnamita fu impegnata anche a far valere le rivendicazioni di Hanoi sull'arcipelago delle Spratly, conteso anche da Cina, Taiwan, Filippine e Malaysia; dopo vari confronti incruenti, il 14 marzo 1988 forze navali vietnamite e cinesi si scontrarono nei pressi del Johnson South Reef: due navi da trasporto vietnamite intente a sbarcare truppe sull'isola furono attaccate e affondate da altrettante fregate cinesi, con la morte di circa 70 uomini.
I vietnamiti hanno cercato a tutto il 2010 di contendere alla Cina il controllo del Mare Cinese Meridionale, anche tramite accordi internazionali che portassero forze navali straniere (India, Russia) ad avere basi in zona, per esempio riaprendo la vecchia base russa di Cam Ranh

## Struttura

### Organizzazione

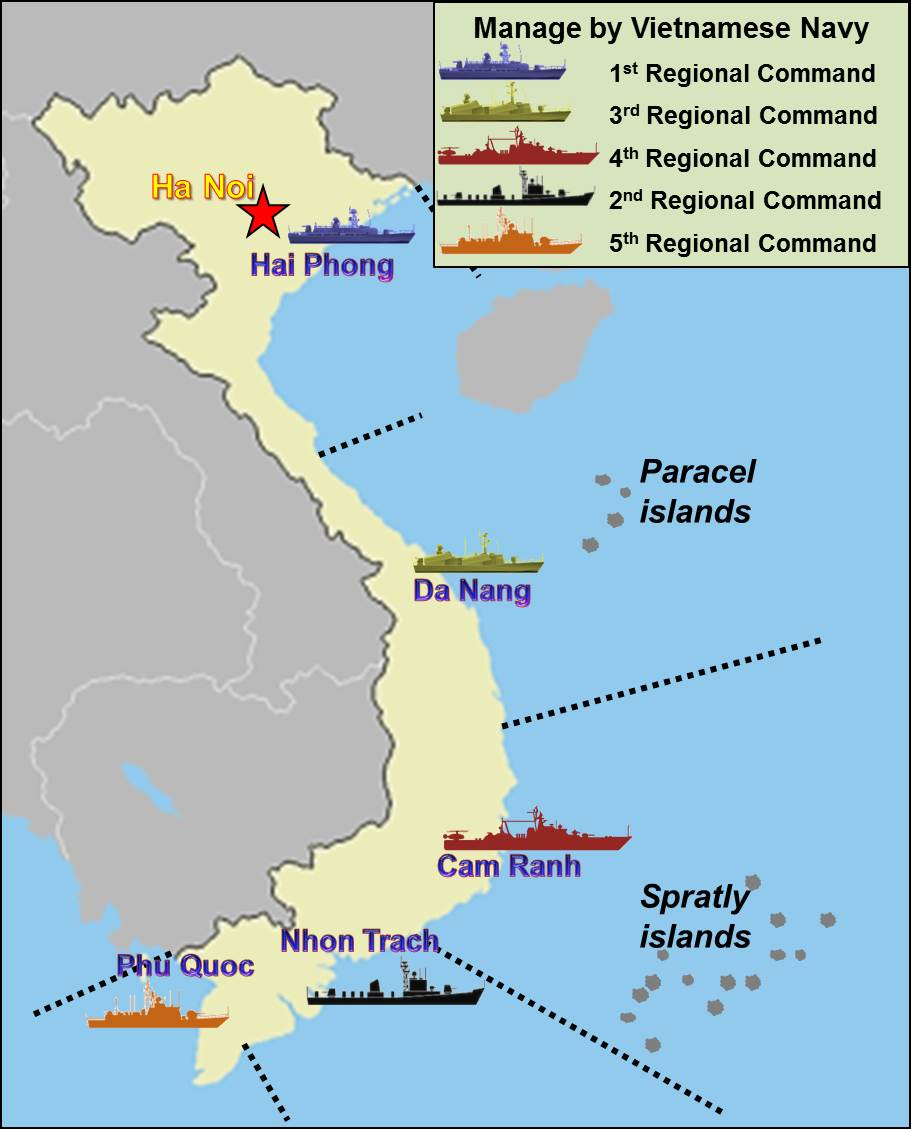
Le regioni navali vietnamite

Il territorio del Vietnam è diviso in cinque regioni militari navali: da nord a sud, la 1ª Regione navale con comando ad Haiphong e responsabile della zona del golfo del Tonchino, la 3ª Regione navale con comando a Đà Nẵng responsabile per la costa centrale e il conteso arcipelago delle Isole Paracelso, la 4ª Regione navale con comando a Cam Ranh con responsabilità sull'area del Mar Cinese Meridionale e delle isole Spratly, la 2ª Regione navale con comando a Nhơn Trạch e responsabilità sull'area del Delta del Mekong, e la 5ª Regione navale con comando a Phú Quốc e responsabile della costa vietnamita affacciata sul golfo del Siam; le principali unità da combattimento sono assegnate alla 4ª e, in misura minore, alla 3ª Regione navale, con le altre regioni dotate primariamente solo di unità leggere e costiere. Le flotte sono divise in brigate navali, non solo per la fanteria di marina ma anche per quanto riguarda le unità navali, e le brigate in reggimenti e battaglioni. A tutto il primo decennio degli anni duemila agli ammiragli comandanti, col ruolo ammiragli reistituito con la riforma dell'aprile 1982, erano ancora affiancati da un commissario politico
Il quartier generale della Marina (Bộ Tư lệnh Hải quân) è situato nella capitale Hanoi, mentre l'accademia navale nazionale (Học viện Hải Quân Việt Nam) ha sede a Nha Trang; dal dicembre 2011, capo di stato maggiore della Marina vietnamita è l'ammiraglio Nguyễn Văn Hiến. Al 2014 gli effettivi della Marina ammontano a circa 40.000 uomini suddivisi in sei specialità: unità di superficie, sommergibilisti, fanteria di marina, commando navali, aviazione di marina e difesa missilistica costiera. L'80% circa del personale della Brigata Navale Ham Tu, nell'area della Flotta Bach Dang, è costituito da ex appartenenti alla marina del Vietnam del Sud ed opera di norma nelle acque cambogiane.

### Unità
In passato considerata secondaria rispetto alle esigenze delle forze terrestri, dalla seconda metà degli anni 2000 la Marina vietnamita ha conosciuto un notevole incremento del suo budget annuale ed è stata la principale forza armata a beneficiare degli ampi programmi riarmo e ammodernamento delle dotazioni intrapresi dal governo vietnamita, visto il perdurante stato di tensione con la Cina e le altre nazioni del Sud-est asiatico per la questione delle isole Spratly; ciò ha consentito una serie di vasti programmi di ammodernamento che hanno portato alla radiazione delle navi ormai obsolete e alla messa in servizio di unità di nuova costruzione, principalmente acquistate all'estero: partner principale per la realizzazione di unità navali destinate al Vietnam rimane la Russia, ma sono stati avviati anche alcuni contatti con costruttori dell'Europa occidentale.
Il programma più importante di ammodernamento ha riguardato l'acquisto dalla Russia di sei nuovi sottomarini d'attacco a propulsione convenzionale classe Kilo (classe Hanoi per i vietnamiti), in versione migliorata e dotati dei missili antinave 3M-54 Klub: al 2015 tre unità risultano operative, una è in fase di allestimento e altre due in costruzione con consegna prevista per la fine del 2016. La Russia ha curato anche l'ammodernamento per le infrastrutture della base di Cam Ranh onde farne la sede principale della flotta di sottomarini vietnamita, oltre a fornire addestramento ai sommergibilisti vietnamiti; sotto questo profilo, nel novembre 2013 il Vietnam ha sottoscritto un accordo con l'India per l'addestramento di 500 sommergibilisti vietnamiti presso le scuole navali indiane. Il Vietnam ha avviato nel 2014 anche la realizzazione di un primo prototipo di battello sommergibile di produzione nazionale, denominato Truong Sa e classificato come sommergibile tascabile.

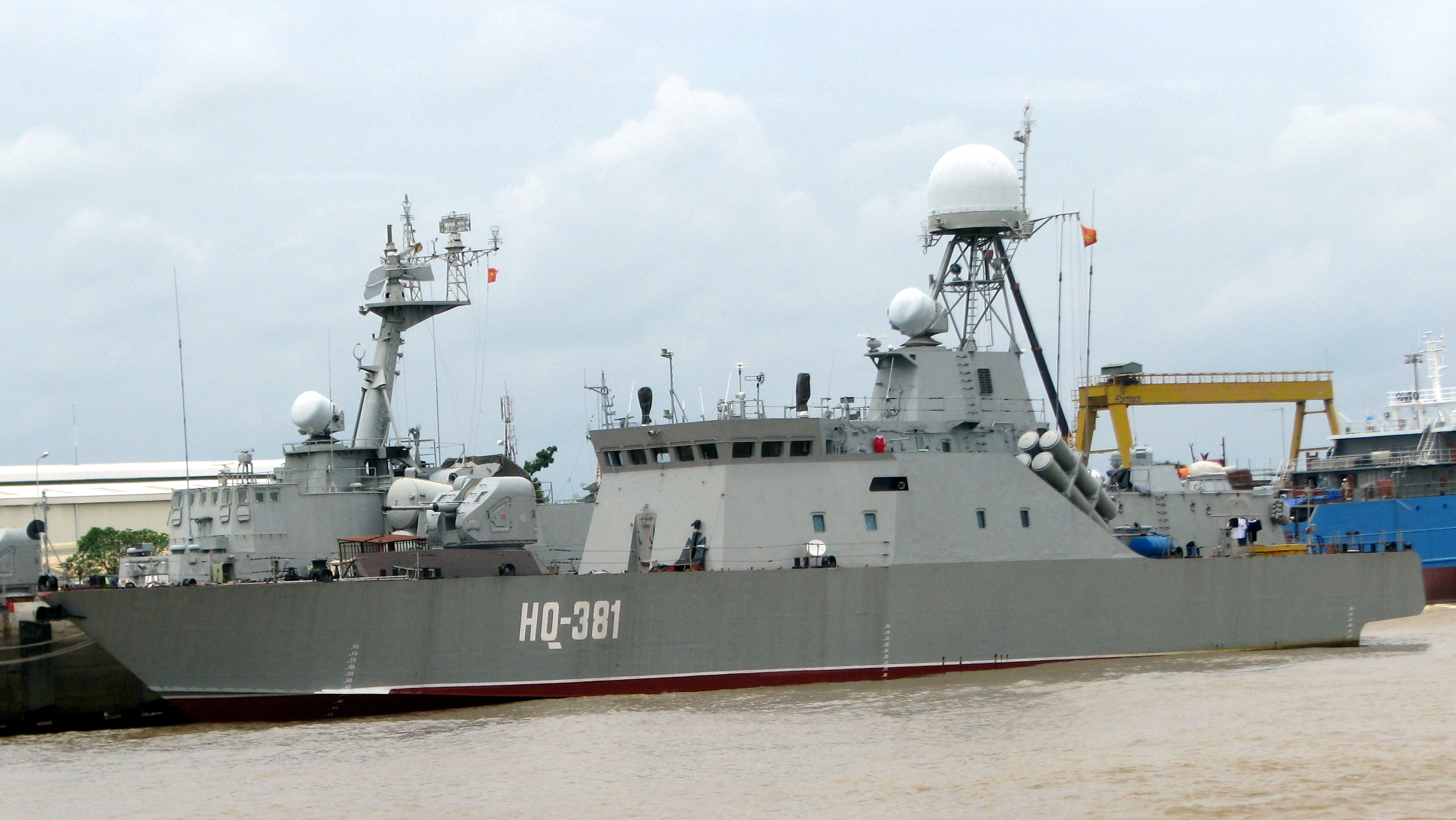
La corvetta HQ-381, unico esemplare della classe BPS-500 vietnamita

Un secondo importante programma di ammodernamento ha riguardato l'acquisto, siglato nel 2006, di due fregate multiruolo russe classe Gepard 3.9 (classe Đinh Tiên Hoàng per i vietnamiti) consegnate nel 2011 e armate con i missili antinave Kh-35; altre due fregate classe Gepard, in configurazione anti-sommergibile, sono state ordinate nel 2011 con consegna prevista per il 2017. Nel 2011 il Vietnam ha inoltre ordinato ai cantieri della ditta olandese Damen Group di Flessinga due fregate della classe Sigma 9814, con altre due unità la cui realizzazione avverrà su licenza nei cantieri vietnamiti; le unità saranno dotate del missile antinave francese Exocet. Risultano ancora in servizio cinque fregate anti-sommergibili della classe Petya di era sovietica, ormai obsolete e la cui radiazione è prevista entro il 2020.

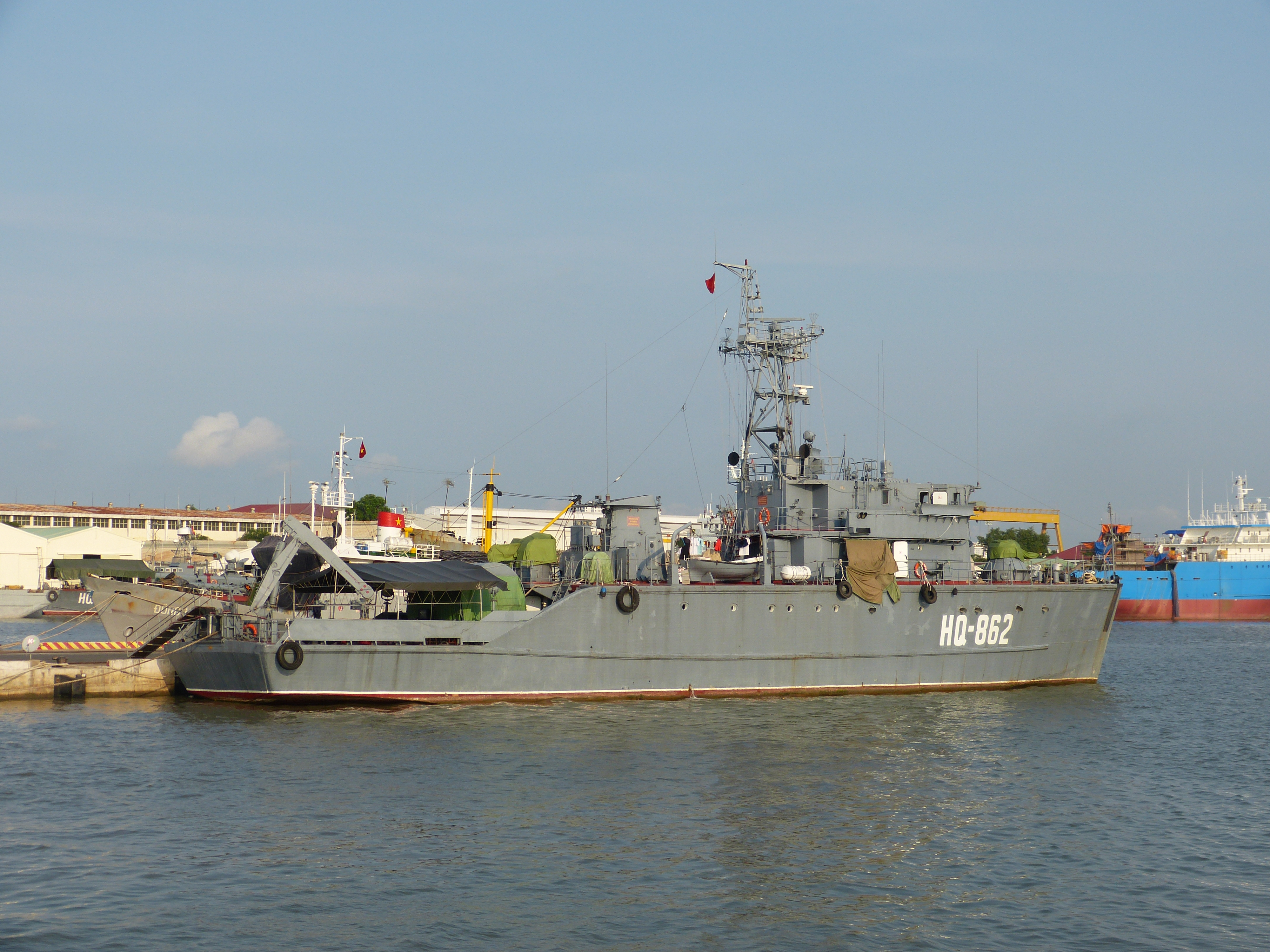
Il dragamine HQ-862 appartenente alla classe Sonya

La flotta di superficie comprende anche quattro corvette lanciamissili classe Tarantul, di costruzione russa ed entrate in servizio tra il 1994 e il 2000, una corvetta anti-sommergibile classe BPS-500, di costruzione vietnamita sulla base del progetto delle russe classe Pauk, otto motomissilistiche classe Osa e cinque motosiluranti classe Turya di epoca sovietica, sei motocannoniere classe Svetljak di origine russa e tre nuovi pattugliatori classe TT-400TP di costruzione vietnamita e consegnati nel 2012; nel 2009 è stato siglato con la Russia un contratto per dieci nuove motomissilistiche classe Molniya (una versione migliorata delle Tarantul), con due unità costruite nei cantieri russi e otto in quelli vietnamiti: al 2015 quattro di esse risultano consegnate con altre quattro attese per la fine del 2016.
La componente ausiliaria è ancora basata in maggioranza su unità piuttosto datate. Per la guerra di mine sono disponibili otto dragamine di epoca sovietica: quattro della classe Sonya, due della classe Yurka e due della classe Yevgenya; i trasporti logistici sono assicurati da una decina di unità di costruzione locale di varia tipologia, mentre per la guerra anfibia sono in uso tre LST classe Polnocny di origine sovietica, due unità della classe HQ-521 di origine vietnamita basate sul progetto delle Polnocny e una notevole collezione di unità ex-statunitensi risalenti alla Marina sudvietnamita tra cui sei tra LST e LSM e 24 LCM.
L'aviazione navale è ancora una forza piccola: Dal 2015 sono entrati in servizio 6 velivoli DHC-6 Twin Otter di origine canadese, tre in versione pattugliatore marittimo e tre in versione aereo da trasporto STOL, ideale per rifornire gli avamposti vietnamiti sugli atolli delle Spratly; il resto della forza comprende 8 elicotteri Kamov Ka-28 di origine sovietica, basati sia a terra che sulle nuove fregate classe Gepard, e due elicotteri Eurocopter EC225 Superpuma utilizzati per operazioni di ricerca e soccorso. La difesa costiera è stata notevolmente potenziata con l'acquisto dalla Russia nel 2012 di due batterie di missili K-300P Bastion-P con circa 40 ordigni, andati a integrare le più vecchie batterie basate sui P-5 Pjatërka di epoca sovietica.

## Mezzi Aerei
Sezione aggiornata annualmente in base al World Air Force di Flightglobal del corrente anno. Tale dossier non contempla UAV, aerei da trasporto VIP ed eventuali incidenti accorsi durante l'anno della sua pubblicazione. Modifiche giornaliere o mensili che potrebbero portare a discordanze nel tipo di modelli in servizio e nel loro numero rispetto a WAF, vengono apportate in base a siti specializzati, periodici mensili e bimestrali. Tali modifiche vengono apportate onde rendere quanto più aggiornata la tabella.
| Aeromobile                             | Origine        | Tipo                              | Versione (denominazione locale) | In servizio (2025) | Note | Immagine |
| Aerei da pattugliamento marittimo      |                |                                   |                                 |                    | |          |
| de Havilland Canada DHC-6 Guardian MPA | Canada         | aereo da pattugliamento marittimo | DHC-6-400 MPA                   | 3                  | 3 DHC-6-400 MPA acquistati nel 2010 e consegnati nel 2014 equipaggiati con radar EL/M-2022 dell'israeliana Elta. |          |
| Aeromobili a pilotaggio remoto - UAV   |                |                                   |                                 |                    | |          |
| IAI Heron                              | Israele        | UAV                               | Heron I                         | 3                  | 3 Heron I consegnati a dicembre 2018.                                                                            |          |
| Boeing ScanEagle                       | Stati Uniti    | UAV                               | ScanEagle                       | 6                  | 6 ScanEagle consegnati nel 2019.                                                                                 |          |
| Aerei da trasporto                     |                |                                   |                                 |                    | |          |
| de Havilland Canada DHC-6 Twin Otter   | Canada         | aereo da trasporto                | DHC-6-400                       | 3                  | 3 DHC-6-400 da trasporto utility acquistati nel 2010 e consegnati nel 2013.                                      |          |
| Elicotteri                             |                |                                   |                                 |                    | |          |
| Kamov Ka-28 Helix                      | Russia         | elicottero antisommergibile       | Ka-28PL                         | 8                  | 10 Ka-28PL consegnati a partire dal 1990.                                                                        |          |
| Kamov Ka-32 Helix                      | Russia         | elicottero da addestramento       | Ka-32T                          | 2                  | 2 Ka-32T consegnati a partire dal 1990 e prossimi alla radiazione.                                               |          |
| Airbus H225 SuperPuma                  | Unione europea | SAR                               | H225                            | 2                  | 2 H225 consegnati nel 2011.                                                                                      |          |